# Agathis borneensis
Agathis borneensis är en barrträdart som beskrevs av Otto Warburg. Agathis borneensis ingår i släktet Agathis och familjen Araucariaceae. Inga underarter finns listade i Catalogue of Life.
Arten förekommer glest fördelad på södra Malackahalvön, Borneo och Sumatra. Den växer i låglandet och i bergstrakter upp till 2400 meter över havet. Agathis borneensis bildar i träskmarker trädansamlingar där nästan inga andra träd förekommer. Den ingår dessutom glest fördelad i andra fuktiga skogar på fastare mark.
Utanför naturreservat brukas skogarna intensiv vad som minskade beståndet avsevärd. Skogsröjningarna var intensivast mellan 1930- och 1960-talet. IUCN uppskattar att populationen minskar mellan 1950 och 2025 (tre generationer) med 50 procent. Arten listas därför som starkt hotad (EN).

## Bildgalleri

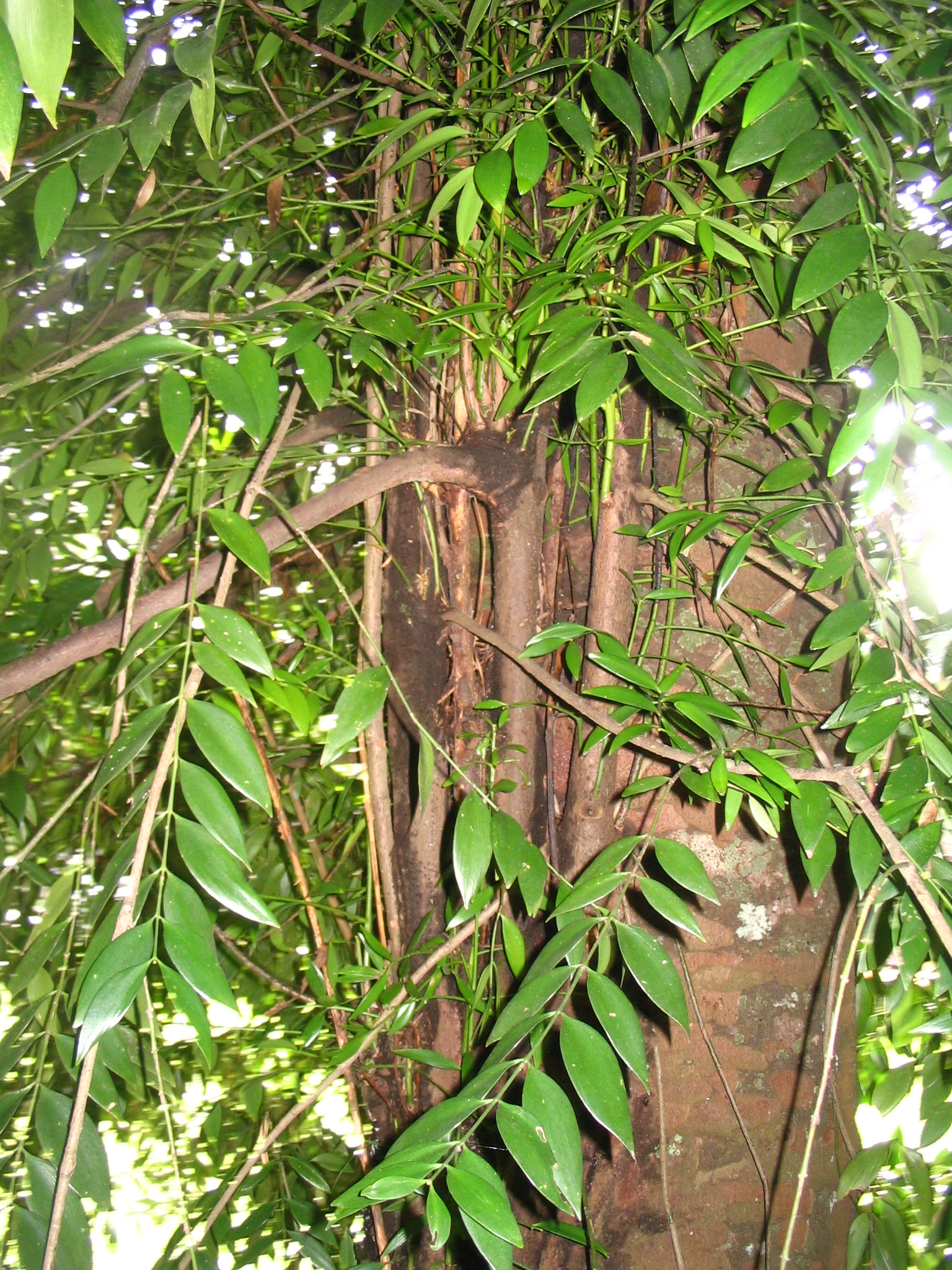
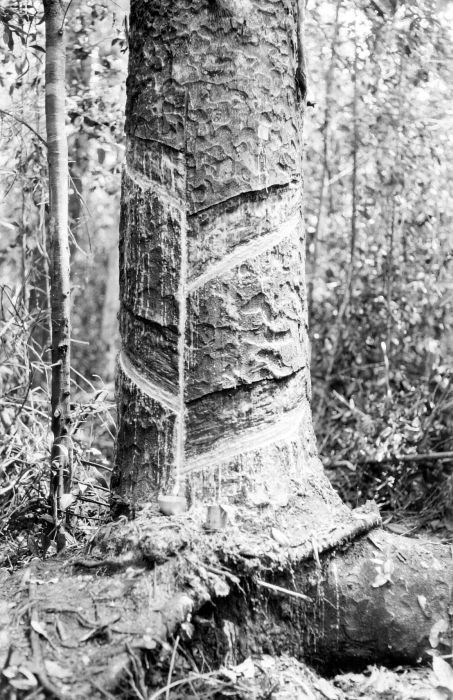
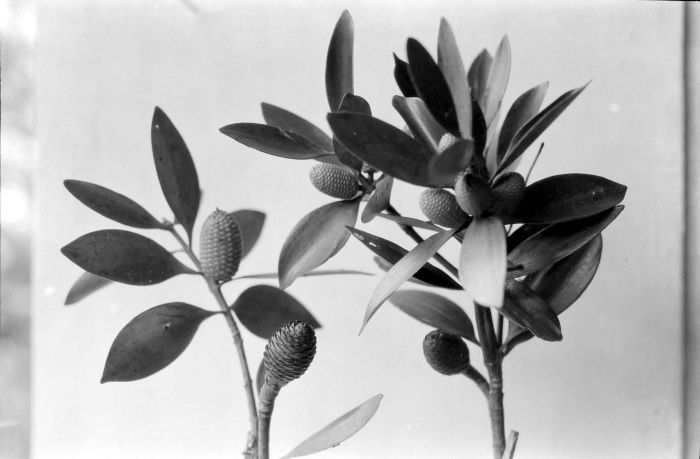
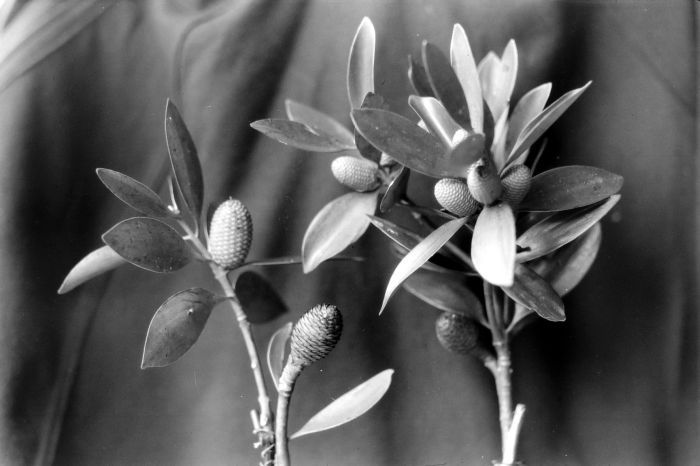